# Келл, Айла
Айла Мари Келл (англ. Ayla Marie Kell; род. 7 октября 1990 года) — американская актриса и танцовщица.

## Биография
Айла дебютировала как актриса в 4 года в опере "Мадам Бабочка". Она профессионально занимается балетом с 14 лет. Келл около 15 лет обучалась балету в Королевской академии танца, затем в Академии балета Лос-Анджелеса. В составе труппы Театра американского балета исполняла партию Греты в «Щелкунчике». Принимала участие в рекламных кампаниях для Disney, Sony, Mattel и Pringles.

## Личная жизнь
В ноябре 2014 года Келл начала встречаться с актёром Стерлингом Найтом, с которым познакомилась на съёмках телесериала «Мелисса и Джоуи». В октябре 2018 года пара объявила о помолвке. В ноябре 2020 Айла сообщила, что они расстались.

## Фильмография
| Год       |   | Русское название                                | Оригинальное название                        | Роль                                                      |
| --------- | - | ----------------------------------------------- | -------------------------------------------- | --------------------------------------------------------- |
| 1997      | ф | Дорога к сердцу: История жизни Барбары Мандрелл | Get to the Heart: The Barbara Mandrell Story | Барбара Мандрелл (в детстве)                              |
| 1999      | ф | Код Омега                                       | The Omega Code                               | Мэдди Лэйн                                                |
| 2004      | с | Малкольм в центре внимания                      | Malcolm in the Middle                        | Кайли (в эпизоде Dewey's Special Class)                   |
| 2005      | ф | Отскок                                          | Rebound                                      | девушка-чирлидер                                          |
| 2005      | с | Дурман                                          | Weeds                                        | Челси (в эпизоде Lude Awakening)                          |
| 2007      | с | Без следа                                       | Without a Trace                              | Миа                                                       |
| 2008      | с | Просто Джордан                                  | Just Jordan                                  | Джейд                                                     |
| 2008      | ф | Однажды в Голливуде                             | What Just Happened                           | Мэри                                                      |
| 2008      | с | C.S.I.: Место преступления Майами               | CSI: Miami                                   | Челси Марш (в эпизоде And How Does That Make You Kill?)   |
| 2009—2012 | с | Гимнастки                                       | Make It or Break It                          | Пэйсон Килер                                              |
| 2011      | с | Воздействие                                     | Leverage                                     | Оливия Ливингстон (в эпизоде The Queen's Gambit Job       |
| 2015      | с | Мелисса и Джоуи                                 | Melissa & Joey                               | Лайла (в эпизодах Failure to Communicate и Face the Music |